# Birdman (film)
Birdman (Birdman or (The Unexpected Virtue of Ignorance)), distribuito in Italia anche come Birdman - o L'imprevedibile virtù dell'ignoranza oppure Birdman - o Le imprevedibili virtù dell'ignoranza, è un film del 2014 diretto da Alejandro González Iñárritu.
Il film, con protagonisti Michael Keaton, Emma Stone ed Edward Norton, ha aperto la 71ª edizione della Mostra internazionale d'arte cinematografica di Venezia il 27 agosto 2014 ed ha ricevuto nove candidature agli Oscar 2015, vincendone quattro: miglior film, miglior regia, miglior sceneggiatura originale e miglior fotografia. Ha inoltre ricevuto sette candidature ai Golden Globe 2015, aggiudicandosene due.

## Trama
Riggan Thomson è un attore decaduto che tenta disperatamente di allontanarsi dalla figura che tanto lo ha reso celebre, il supereroe Birdman. Anche per questo motivo mette in scena a Broadway uno spettacolo teatrale tratto dal libro Di cosa parliamo quando parliamo d'amore di Raymond Carver, che nulla ha a che fare con i suoi film pieni di effetti speciali e trame hollywoodiane. A gravare su di lui ci sono la convinzione di avere fallito la carriera di attore e una disastrosa situazione economica e familiare.
In quattro giorni di programmazione, tre dei quali sono anteprime, Riggan dovrà fronteggiare il nuovo attore del cast, Mike Shiner, che tenterà di usarlo come trampolino per la sua carriera. Shiner, infatti, rappresenta la figura dell'attore perfetto; nel mondo reale recita con tutti, ma quando si trova sul palcoscenico fa tutto meno che fingere.
Le anteprime, però, si rivelano disastrose a causa della tensione creatasi tra i componenti del cast, sfociando in liti furiose di fronte al pubblico ed episodi imbarazzanti, fra cui un Riggan che corre in mutande per le strade di New York, diventando un'attrazione sui social network. Riggan deve anche fare i conti con la figlia Sam, ex tossicodipendente, con la quale ha un rapporto molto instabile poiché lei lo accusa di non essere mai stato presente nella sua vita. Il suo problema più grande però riguarda il tentativo di mettere a tacere il suo ego, rappresentato dal suo personaggio Birdman. La sua voce, che Riggan sente nella propria testa, tenta di dissuaderlo dal continuare con il teatro, spingendolo a ritornare a fare blockbuster. In questi momenti Birdman cerca di mostrare a Riggan di possedere veramente i poteri del suo alter ego, ad esempio l'essere in grado di spostare oggetti con il pensiero.
Riggan non regge alla pressione: prima distrugge il camerino cercando di zittire Birdman, poi, dopo aver avuto una discussione animata con la più importante critica letteraria del New York Times, Tabitha Dickinson, la quale gli ha rivelato la sua intenzione di stroncare lo spettacolo, si ubriaca e passa la notte per strada. Al suo risveglio Riggan ha una discussione con Birdman riguardo al bivio che si apre davanti a lui: rimanere un attore di teatro decaduto o tornare a impersonare Birdman e con esso la figura del tipico divo hollywoodiano che lo spettatore medio ama. Riggan si immagina allora di volare fra i palazzi di New York ed essere testimone di un pirotecnico scontro fra Birdman e alcuni robot nel centro della città. Quando finalmente va in scena per la prima, la sua interpretazione entusiasma il pubblico. L'ultimo atto prevede che dopo l'ultima battuta pronunciata da Riggan, questo debba fingere di suicidarsi sparandosi alla tempia. All'ultimo momento, però, Riggan sostituisce la pistola giocattolo con una vera e si spara.
L'attore si risveglia in ospedale con il viso coperto da una fasciatura, poiché il proiettile lo ha solo ferito di striscio, al naso. Qui il suo manager Jake gli dice che lo spettacolo è stato un successo, e che perfino la Dickinson è entusiasta: ora tutti lo adorano, compresa la figlia, e migliaia di fan mostrano il loro amore sui social network. Non appena rimane solo Riggan va in bagno e, una volta tolta la fasciatura, vede Birdman, stranamente silenzioso. Tornato in camera apre la finestra, attirato dai versi di alcuni uccelli, ed esce sul parapetto. Poco dopo, sua figlia rientra nella stanza, non lo trova e vede la finestra aperta: temendo il peggio si precipita a guardar fuori, prima giù verso la strada, poi, sentendo in lontananza lo stridere di un rapace, alza lo sguardo al cielo e sorride.

## Produzione
Il budget del film è stato di circa 16,5 milioni di dollari.

### Riprese

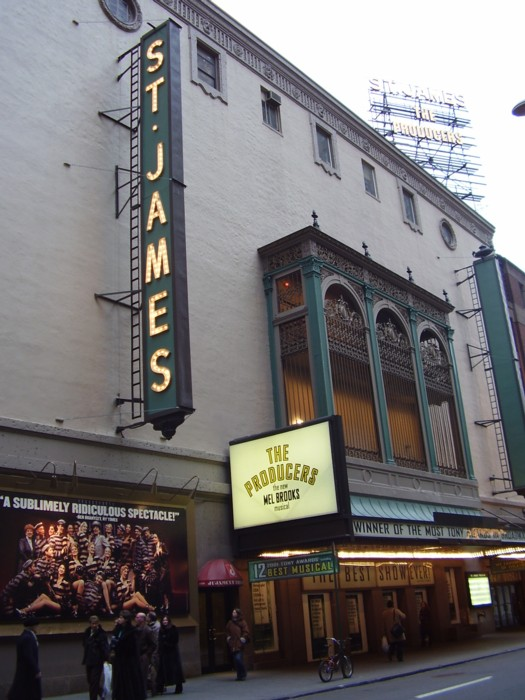
Il Teatro Saint-James

Le riprese del film sono cominciate nella primavera 2013, sono durate trenta giorni e si sono svolte interamente a New York, all'interno del Teatro Saint-James e nei Kaufman Astoria Studios.
Sebbene la narrazione del film non prosegua in tempo reale, le riprese sono state montate in modo da far apparire il film come un lunghissimo piano sequenza. Anche quando vi è uno stacco temporale di diverse ore tra due scene, tramite degli artifici tecnici, viene fatto in modo che queste sembrino realizzate in un'unica inquadratura.

### Cast
L'attrice Emma Stone ha potuto prendere parte alle riprese mentre si trovava in pausa da quelle del film The Amazing Spider-Man 2 - Il potere di Electro.

### Post-produzione
Il montaggio del film è stato completato in due settimane dal termine delle riprese.

## Colonna sonora
Sebbene nel corso del film vengano utilizzate alcune composizioni di musica classica, la maggior parte del sottofondo musicale è costituito da ritmiche di sola batteria scritte ed eseguite da Antonio Sánchez.

## Promozione
Il primo trailer del film viene diffuso il 12 giugno 2014. Il film ha aperto la 71ª Mostra internazionale d'arte cinematografica di Venezia il 27 agosto 2014.

## Distribuzione
La pellicola è stata distribuita nelle sale cinematografiche degli Stati Uniti a partire dal 17 ottobre 2014, mentre in quelle italiane dal 5 febbraio 2015. Negli States la visione nelle sale è stata vietata ai minori di 17 anni se non accompagnati da un adulto, per la presenza di contenuto sessuale, linguaggio scurrile e violenza.

### Edizione Italiana
La direzione del doppiaggio e i dialoghi italiani sono stati a cura di Massimo Giuliani, con l'assistenza di Eleonora Erin, per conto della Int. Prod. Time Out di Roma. La sonorizzazione invece è stata affidata alla CDC Sefit Group.

## Accoglienza

### Incassi
Il film ha incassato 103 milioni di dollari, di cui 42 milioni in patria.

### Critica
Nell'agosto 2019 Empire, in occasione del suo trentennale, ha selezionato i trenta film più importanti degli ultimi trent'anni, uno per anno, selezionando Birdman come il più importante del 2014.

## Riconoscimenti
- 2015 - Premio Oscar
  - Miglior film a Alejandro González Iñárritu, John Lesher e James W. Skotchdopole
  - Miglior regia a Alejandro González Iñárritu
  - Miglior sceneggiatura originale a Alejandro González Iñárritu, Nicolás Giacobone, Alexander Dinelaris e Armando Bo
  - Miglior fotografia a Emmanuel Lubezki
  - Candidato per il miglior attore protagonista a Michael Keaton
  - Candidato per il miglior attore non protagonista a Edward Norton
  - Candidato per la miglior attrice non protagonista a Emma Stone
  - Candidato per il miglior sonoro a Jon Taylor, Frank A. Montaño e Thomas Varga
  - Candidato per il miglior montaggio sonoro a Martin Hernández e Aaron Glascock
- 2015 - Golden Globe
  - Miglior attore in un film commedia o musicale a Michael Keaton
  - Migliore sceneggiatura a Alejandro González Iñárritu, Nicolás Giacobone, Alexander Dinelaris e Armando Bo
  - Candidato per il miglior film commedia o musicale
  - Candidato per il miglior regista a Alejandro González Iñárritu
  - Candidato per la migliore attrice non protagonista a Emma Stone
  - Candidato per il miglior attore non protagonista a Edward Norton
  - Candidato per la migliore colonna sonora originale a Antonio Sánchez
- 2015 - British Academy Film Awards
  - Migliore fotografia a Emmanuel Lubezki
  - Candidato per il miglior film
  - Candidato per il miglior regista a Alejandro González Iñárritu
  - Candidato per la migliore sceneggiatura originale a Alejandro González Iñárritu, Nicolás Giacobone, Alexander Dinelaris e Armando Bo
  - Candidato per il miglior attore protagonista a Michael Keaton
  - Candidato per il miglior attore non protagonista a Edward Norton
  - Candidato per la miglior attrice non protagonista a Emma Stone
  - Candidato per la migliore colonna sonora a Antonio Sánchez
  - Candidato per il miglior montaggio a Douglas Crise e Stephen Mirrione
  - Candidato per il miglior sonoro
- 2015 - David di Donatello
  - Miglior film straniero a Alejandro González Iñárritu
- 2016 - Premio César[13]
  - Miglior film straniero
- 2014 - Mostra internazionale d'arte cinematografica di Venezia
  - Leoncino d'Oro Agiscuola per il Cinema
  - Future Film Festival Digitale Award
  - Premio P. Nazzareno Taddei
  - Candidato per il Leone d'oro al miglior film
- 2015 - Directors Guild of America
  - Miglior regia a Alejandro González Iñárritu
- 2015 - Screen Actors Guild Awards
  - Miglior cast in un film
  - Candidato per il miglior attore in un film a Michael Keaton
  - Candidato per il miglior attore non protagonista in un film a Edward Norton
  - Candidato per la miglior attrice non protagonista in un film a Emma Stone
- 2014 - AFI Awards
  - Migliori film dell'anno
- 2014 - National Board of Review of Motion Pictures
  - Migliori dieci film dell'anno
  - Miglior attore a Michael Keaton
  - Miglior attore non protagonista a Edward Norton
- 2015 - Independent Spirit Awards
  - Miglior film
  - Miglior attore a Michael Keaton
  - Miglior fotografia a Emmanuel Lubezki
  - Candidato per il miglior regista a Alejandro González Iñárritu
  - Candidato per la miglior attrice non protagonista a Emma Stone
  - Candidato per il miglior attore non protagonista a Edward Norton
- 2016 - Grammy Award
  - Miglior colonna sonora per un film a Antonio Sánchez
- 2015 - Producers Guild of America
  - Miglior film
- 2015 - American Society of Cinematographers
  - Miglior fotografia a Emmanuel Lubezki

- 2015 - VES Awards
  - Miglior effetti visivi di supporto in un film
- 2015 - Satellite Awards
  - Miglior film
  - Miglior attore a Michael Keaton
  - Miglior colonna sonora a Antonio Sánchez
  - Candidato per il miglior attore non protagonista a Edward Norton
  - Candidato per la miglior attrice non protagonista a Emma Stone
  - Candidato per il miglior regista a Alejandro González Iñárritu
  - Candidato per la miglior sceneggiatura originale a Alejandro González Iñárritu, Alexander Dinelaris, Armando Bo e Nicolas Giabone
  - Candidato per la miglior fotografia a Emmanuel Lubezki
  - Candidato per il miglior montaggio a Douglas Crise e Stephen Mirrione
  - Candidato per la miglior scenografia a George DeTitta Jr., Kevin Thompson e Stephen H. Carter
- 2014 - Critics' Choice Awards
  - Miglior attore protagonista a Michael Keaton
  - Miglior sceneggiatura originale a Alejandro González Iñárritu, Alexander Dinelaris, Armando Bo e Nicolas Giabone
  - Miglior cast corale
  - Miglior fotografia a Emmanuel Lubezki
  - Miglior montaggio a Douglas Crise e Stephen Mirrione
  - Miglior attore in un film commedia a Michael Keaton
  - Miglior colonna sonora a Antonio Sánchez
  - Candidato per il miglior film
  - Candidato per il miglior regista a Alejandro González Iñárritu
  - Candidato per il miglior attore non protagonista a Edward Norton
  - Candidato per la miglior attrice non protagonista a Emma Stone
  - Candidato per la miglior scenografia a George DeTitta Jr. e Kevin Thompson
  - Candidato per il miglior film commedia
- 2014 - St. Louis Film Critics Association Awards
  - Miglior regista a Alejandro González Iñárritu
  - Miglior sceneggiatura originale a Alejandro González Iñárritu, Alexander Dinelaris, Armando Bo e Nicolas Giabone
  - Miglior fotografia a Emmanuel Lubezki
  - Miglior colonna sonora a Antonio Sánchez
  - Candidato per il miglior film
  - Candidato per il miglior attore a Michael Keaton
  - Candidato per il miglior attore non protagonista a Edward Norton
  - Candidato per la miglior attrice non protagonista a Emma Stone
  - Candidato per i migliori effetti speciali
  - Candidato per la migliore scena
- 2014 - Hollywood Film Awards
  - Miglior fotografia a Emmanuel Lubezki
- 2014 - ACE Eddie Awards
  - Candidato per il miglior montaggio per un film commedia o musicale a Douglas Crise e Stephen Mirrione
- 2014 - Gotham Independent Film Awards[14]
  - Miglior film
  - Miglior attore a Michael Keaton
- 2015 - Cinema Audio Society Awards
  - Miglior missaggio sonoro in un film
- 2015 - Motion Picture Sound Editors Golden Reel Awards
  - Candidato per il miglior audio per dialoghi
  - Candidato per i migliori effetti sonori
  - Candidato per la miglior musica
- 2015 - Costume Designers Guild Awards
  - Migliori costumi per un film ambientato nel presente
- 2015 - Art Directors Guild Awards
  - Miglior scenografia per un film ambientato in epoca contemporanea
- 2015 - Make-Up Artists & Hair Stylists Guild Awards
  - Miglior acconciatura moderna
- 2015 - MTV Movie Awards[15][16]
  - Candidato per la miglior performance femminile a Emma Stone
  - Candidato per il miglior combattimento tra Michael Keaton e Edward Norton
- 2015 - Saturn Awards[17][18]
  - Candidato per il miglior film fantasy
  - Candidato per il miglior attore a Michael Keaton
  - Candidato per la miglior attrice non protagonista a Emma Stone
  - Candidato per la miglior regia a Alejandro González Iñárritu

## Finale alternativo

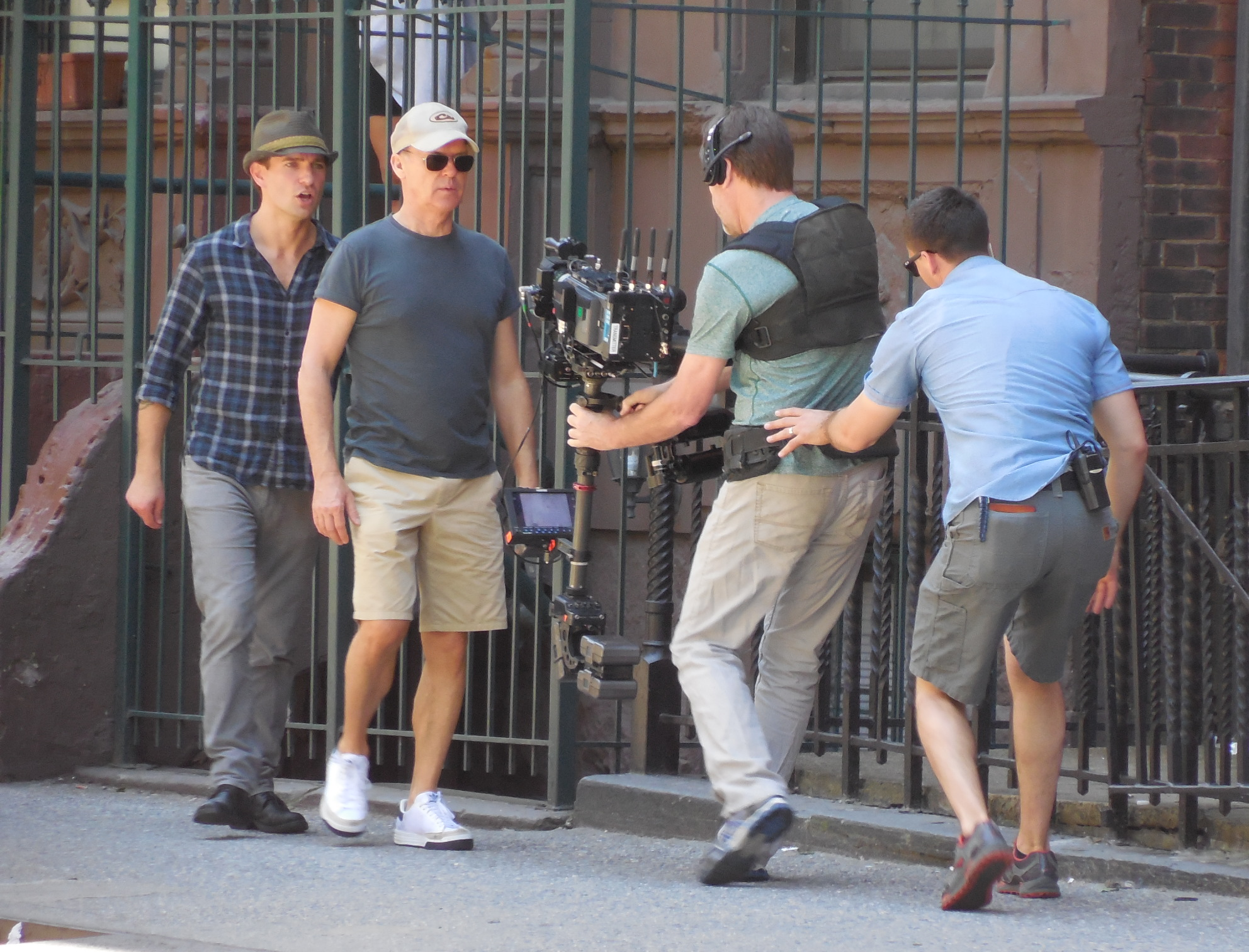
Benjamin Kanes e Michael Keaton provano una scena del film

Iñárritu aveva scritto in origine un finale che prevedeva un cameo di Johnny Depp, il quale seduto nel proprio camerino con un poster di Pirati dei Caraibi 5, avrebbe sentito la voce del suo alter ego Jack Sparrow dire «Come ci siamo ridotti così, amico?», analogamente a quanto accaduto a Riggan Thomson.
A metà riprese il regista lo riscrisse completamente perché sentiva che era sbagliato e oramai gli appariva pessimo, inoltre non si sarebbe potuto girare causa l'impossibilità per Depp di partecipare alle riprese.